# Dario Brose
Dario Brose (New York, 27 gennaio 1970) è un ex calciatore statunitense, di ruolo centrocampista.

## Carriera

### Club
Ha giocato nel campionato statunitense, francese e tedesco.

### Nazionale
Con la nazionale è stato convocato per le Olimpiadi nel 1992.